# Thalía Sodi
Ariadna Thalía Sodi-Miranda Mottola alias Thalía (født 26. august 1971 i Mexico City, Mexico) er en mexicansk sangerinde, skuespiller og sangskriver. 

## Opvækst
Hun er den yngste af fem døtre af Yolanda Miranda og Ernesto Sodi Pallares. Hun begyndte klaver- og balletundervisning, da hun var 4 år. Da Thalia var 6 år gammel døde hendes far, og det tog så hårdt på hende, at hun tabte mælet i et helt år.
Som niårig kom hun 1981 med som vokalsanger i en børnegruppe "Pac Man", som deltog i musikfestivaller. Senere skiftede gruppen navn til "Din-Din" og 1982-83 rejste de rundt og optrådte i Mexico. Gruppen udgav 4 albums før den blev opløst 1984. 
Thalía deltog 1984 som solist i musikfestivallen Juguemos a cantar og vandt andenpladsen med hendes egen version af "Moderna niña del rock" (Moderne rock pige). Det gav hende chancen for at deltage i koret til den populære musical Vaselina, en børneversion af Grease, hvor gruppen Timbiriche optrådte og sang. Thalía bliver medlem af gruppen i 1986. Året efter får hun tilbudt sin første rolle som skuespiller i TV-serien Pobre señorita Limantour. Samme år er hun sammen med gruppen Timbiriche med i Tv-serien Quinceañera ("Femten år gammel") , hvor hun har en af hovedrollerne. TV-serien bliver kåret til årets bedste Tv-serie 1988 og hun bliver kåret til bedste nye kvindelige skuespiller 1988.
Thalía udgiver fire albums sammen med gruppen Timbiriche i årene 1987-89.

## Karriere
Thalía udgiver sine tre første soloalbummer 1990-93. Det sidste album "Love" solgte så godt, at hun modtog sin første guldplade.
Hendes fjerde album "En éxtasis" (1994) bliver til sammen med produceren Emilio Estefan, Jr. og det bliver hendes internationale gennembrud. Hun optræder i Manilla i Filippinerne, hvor hendes musik er nummer 1 på hitlisten. Juli 1995 udkommer hendes femte album Amor a la mexicana, som bliver en stor succes over hele verden.
Hun er skuespiller i Tv-serierne "Luz y sombra" (1989), "María Mercedes" (1992), "Marimar" (1994) og "Maria la del Barrio" (1995). Hun får hovedrollen som Nydia i "Mambo Café" (2000), som er hendes første engelsksprogede film. Men hendes største succes bliver den mexicanske Tv-serie "Rosalinda" (1999), som bliver solgt til 180 lande.
Thalía bliver af flere medier kaldt "dronningen af sæbe operaerne". 
Efter hendes sjette album Arrasando (2000) inviter USA præsident George W. Bush hende til at optræde i Det hvide hus den 4. maj 2001 ved en fest for at fejre helligdagen Cinco de Mayo.
Efter flere album udgivelser, som giver hende flere priser, så søger hun om at blive amerikansk statsborger (2006).
I oktober 2009 optræder hun igen i Det Hvide Hus, denne gang for præsident Barack Obama, som hun inviterer op til en dans, mens hun synger sit største hit "Amor a la mexicana".
I januar 2015 præsenterede hun sin første modekollektion sammen med Macy's, der er en amerikansk kæde af stormagasiner.
Hendes næste album forventes at udkomme d. 21. April 2016.

## Privatliv
Thalia blev d. 2. december 2000 gift med musikdirektør Tommy Mottola i New York Citys berømte St. Patrick's Cathedral.

Parret har to børn, datteren Sabrina Sakaë, født 7. oktober 2007, og sønnen Matthew Alejandro, født 25. juni 2011

## Diskografi

### Studiealbum
- 1990: Thalía
- 1991: Mundo de cristal
- 1992: Love
- 1995: En éxtasis
- 1997: Amor a la Mexicana
- 2000: Arrasando
- 2002: Thalía
- 2003: Thalía (Engelsk version)
- 2005: El Sexto Sentido
- 2008: Lunada
- 2012: Habítame siempre
- 2014: Amore Mío
- 2016: Latina